# 美國職棒大聯盟選秀狀元列表

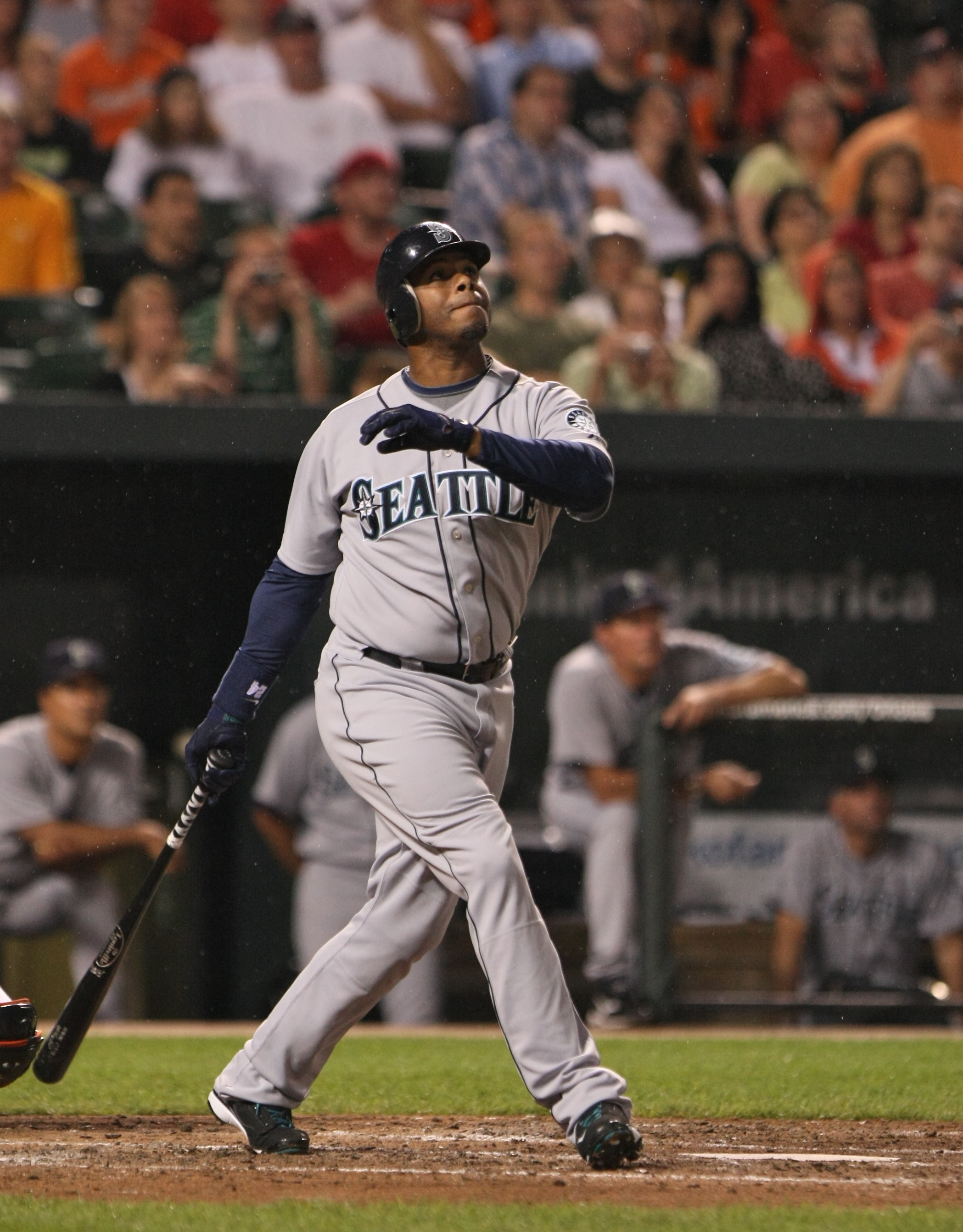
1987年大聯盟選秀狀元小肯·葛瑞菲

大聯盟選秀狀元（The Major League Baseball’s first overall pick）是歷屆美國職棒大聯盟選秀的第一順位球員。跟其他職業運動不同的是，大聯盟的選秀狀元籤是不能透過交易的，選秀狀元籤只能由上一個賽季戰績最差的球隊獲得。若兩支球隊戰績並列全聯盟最差，那麼會根據他們在更前一個賽季的戰績來決定他們的選秀順位挑選次序。另外，如果球隊中有球員成為自由球員，那麼該球隊在選秀會上可以得到補償選秀。大聯盟第一屆的選秀大會在1965年舉辦。當時每年會舉辦三次選秀，第一次是在6月初，大聯盟會延攬一些剛畢業的高中生和剛結束球季的大學生進來。第二次是在1月，給那些在12月畢業的學生挑戰大聯盟。第三次是在8月，大聯盟會從業餘好手中挑選人才。8月的選秀只延續了兩年就宣告廢除，1月的選秀則是延續到1986年才停止。
1965年，瑞克·蒙戴成為大聯盟史上第一位選秀狀元，他被堪薩斯市運動家選走。截至2015年為止，這50個選秀狀元有23個入選過明星賽，只有4個人拿過年度最佳新人(Bob Horner、達里爾·斯塔比雷、布萊斯·哈波以及卡洛斯·柯瑞亞)。這50為選秀狀元中，只有三個人入選名人堂，分別是2016年入選的小肯·葛瑞菲、2018年入選的奇伯·瓊斯 以及2019年入選的哈洛德·貝恩斯。
截至2020年，尚有8支球隊從沒拿過選秀狀元籤，分別是藍鳥、紅雀、道奇、巨人、印地安人、紅人、紅襪和洛磯等隊。國民隊的前身博覽會隊雖然沒有拿過狀元籤，但是改名後拿了2次；運動家隊在搬到奧克蘭前曾拿過2次狀元籤，之後就未再拿過。大都會、教士與太空人則是拿過最多狀元籤的三支球隊，他們都拿過5次狀元籤。水手、海盜與光芒則是拿下4次。

## 關鍵詞
| † | 美國棒球名人堂成員         |
| * | 入選過大聯盟明星賽的球員   |
| ៛ | 曾被選為年度最佳新秀的球員 |
| # | 從未在大聯盟亮相的球員     |
| ° | 並未與該球隊簽約的球員     |

## 選秀狀元列表
| 年份   | 球員               | 選中球隊       | 守備位置    | 高中/大學/前球團         |
| ------ | ------------------ | -------------- | ----------- | ------------------------ |
| 1965年 | 瑞克·蒙戴*         | 堪薩斯市運動家 | 外野手      | 亞利桑那州立大學         |
| 1966年 | 史蒂夫·齊爾科特#   | 紐約大都會     | 捕手        | 羚羊谷高中               |
| 1967年 | 羅恩·布隆柏格      | 紐約洋基       | 一壘手      | 德魯伊德丘高中           |
| 1968年 | 提姆·佛利          | 紐約大都會     | 游擊手      | 聖母高中                 |
| 1969年 | 傑夫·布羅斯*       | 華盛頓參議員   | 外野手      | 伍德羅·威爾森高中        |
| 1970年 | 麥克·艾維          | 聖地牙哥教士   | 捕手        | 沃克高中                 |
| 1971年 | 丹尼·古德溫°       | 芝加哥白襪     | 捕手        | 皮奧里亞高中             |
| 1972年 | 戴夫·羅伯特        | 聖地牙哥教士   | 三壘手      | 俄勒岡大學               |
| 1973年 | 大衛·克萊德        | 德州遊騎兵     | 左投        | 西徹斯特高中             |
| 1974年 | 比爾·艾爾蒙        | 聖地牙哥教士   | 游擊手      | 布朗大學                 |
| 1975年 | 丹尼·古德溫 [a]    | 加州天使       | 捕手        | 南方大學                 |
| 1976年 | 佛洛伊德·班尼斯特* | 休士頓太空人   | 左投        | 亞利桑那州立大學         |
| 1977年 | 哈洛德·貝恩斯†     | 芝加哥白襪     | 外野手      | 聖麥克斯中學             |
| 1978年 | 鮑伯·霍恩納៛       | 亞特蘭大勇士   | 三壘手      | 亞利桑那州立大學         |
| 1979年 | 艾爾·錢柏斯        | 西雅圖水手     | 外野手      | 約翰·哈瑞斯高中          |
| 1980年 | 達里爾·斯塔比雷៛   | 紐約大都會     | 外野手      | 克倫蕭高中               |
| 1981年 | 麥克·摩爾*         | 西雅圖水手     | 右投        | 奧羅爾·羅伯茲大學        |
| 1982年 | 沙翁·唐斯頓*       | 芝加哥小熊     | 游擊手      | 湯瑪斯·傑佛遜高中        |
| 1983年 | 提姆·貝爾契爾°     | 明尼蘇達雙城   | 右投        | 佛納山拿薩雷恩大學       |
| 1984年 | 尚恩·艾卜納        | 紐約大都會     | 外野手      | 梅卡尼克斯堡高中         |
| 1985年 | B·J·瑟霍夫*        | 密爾瓦基釀酒人 | 捕手        | 北卡羅來納大學教堂山分校 |
| 1986年 | 傑夫·金恩          | 匹茲堡海盜     | 三壘手      | 阿肯色大學               |
| 1987年 | 小肯·葛瑞菲†*      | 西雅圖水手     | 外野手      | 莫勒高中                 |
| 1988年 | 安迪·貝內斯*       | 聖地牙哥教士   | 右投        | 伊凡斯維爾大學           |
| 1989年 | 班·麥克唐納        | 巴爾的摩金鶯   | 右投        | 路易斯安那州立大學       |
| 1990年 | 奇伯·瓊斯†*        | 亞特蘭大勇士   | 游擊手      | 波勒斯高中               |
| 1991年 | 布萊恩·泰勒#       | 紐約洋基       | 左投        | 東卡特雷特高中           |
| 1992年 | 菲爾·奈文*         | 休士頓太空人   | 三壘手      | 加州州立大學富勒頓分校   |
| 1993年 | 艾力士·羅德里奎茲* | 西雅圖水手     | 游擊手      | 西敏斯特基督學校         |
| 1994年 | 保羅·威爾森        | 紐約大都會     | 右投        | 佛羅里達州立大學         |
| 1995年 | 戴林·厄斯泰*       | 加州天使       | 外野手      | 內布拉斯加大學林肯分校   |
| 1996年 | 克里斯·班森        | 匹茲堡海盜     | 右投        | 克萊門森大學             |
| 1997年 | 麥特·安德森        | 底特律老虎     | 右投        | 萊斯大學                 |
| 1998年 | 派特·布瑞爾        | 費城費城人     | 外野手      | 邁阿密大學               |
| 1999年 | 喬許·漢米爾頓*     | 坦帕灣魔鬼魚   | 外野手      | 雅典驅動高中             |
| 2000年 | 艾德里安·岡薩雷斯* | 佛羅里達馬林魚 | 一壘手      | 東湖高中                 |
| 2001年 | 喬·莫爾*           | 明尼蘇達雙城   | 捕手        | 克雷汀-德拉姆莊園高中    |
| 2002年 | 布萊恩·布林頓      | 匹茲堡海盜     | 右投        | 波爾州立大學             |
| 2003年 | 戴爾蒙·楊恩        | 坦帕灣魔鬼魚   | 外野手      | 阿道夫·卡馬里奧高中      |
| 2004年 | 麥特·布希          | 聖地牙哥教士   | 游擊手      | 教會灣高中               |
| 2005年 | 賈斯汀·厄普頓*     | 亞利桑那響尾蛇 | 游擊手      | 大橋高中                 |
| 2006年 | 路克·霍切瓦        | 堪薩斯市皇家   | 右投        | 沃斯堡貓 [b]             |
| 2007年 | 大衛·普萊斯*       | 坦帕灣魔鬼魚   | 左投        | 范德堡大學               |
| 2008年 | 提姆·貝克漢        | 坦帕灣光芒     | 游擊手      | 葛里芬高中               |
| 2009年 | 史蒂芬·史崔斯伯格* | 華盛頓國民     | 右投        | 聖地牙哥州立大學         |
| 2010年 | 布萊斯·哈波៛       | 華盛頓國民     | 外野手/捕手 | 南內華達大學             |
| 2011年 | 格里特·柯爾*       | 匹茲堡海盜     | 右投        | 加利福尼亞大學洛杉磯分校 |
| 2012年 | 卡洛斯·柯瑞亞៛     | 休士頓太空人   | 游擊手      | 波多黎各棒球學術高中     |
| 2013年 | 馬克·艾佩爾        | 休士頓太空人   | 右投        | 史丹佛大學               |
| 2014年 | 布萊迪·艾肯°       | 休士頓太空人   | 左投        | 大教堂天主教高中         |
| 2015年 | 丹斯比·史瓦森      | 亞利桑那響尾蛇 | 游擊手      | 范德堡大學               |
| 2016年 | 米奇·孟尼亞克      | 費城費城人     | 外野手      | 拉柯斯塔峽谷高中         |
| 2017年 | 羅伊斯·路易士      | 明尼蘇達雙城   | 游擊手      | 詹賽瑞天主教高中         |
| 2018年 | 凱西·麥茲          | 底特律老虎     | 右投        | 奧本大學                 |
| 2019年 | 艾德利·拉奇曼      | 巴爾的摩金鶯   | 捕手        | 俄勒岡州立大學           |
| 2020年 | 史賓塞·托克爾森    | 底特律老虎     | 一壘手      | 亞利桑那州立大學         |
| 2021年 | 亨利·戴維斯        | 匹茲堡海盜     | 捕手        | 路易斯維爾大學           |
| 2022年 | 傑克森·哈勒戴      | 巴爾的摩金鶯   | 游擊手      | 史提爾瓦特高中           |
| 2023年 | 保羅·史金恩茲      | 匹茲堡海盜     | 投手        | 路易斯安那州立大學       |

2024  Travis Bazzana 雙城 二壘手 俄勒岡州立大學

## 註解
a  1972，Goodwin並未與白襪隊簽約，選擇繼續就讀大學，他直到1975年才又投入選秀會。
b  Hochevar在2005年時從田納西大學畢業，但他畢業後並未與任何球隊簽約，而是在業餘球隊打球。